# Ялнаир
Ялнаир — посёлок в Кувандыкском городском округе Оренбургской области.

## География
Находится на речке Ялнаир на расстоянии примерно 35 километров по прямой на юго-восток от окружного центра города Кувандык.

## Климат
Климат умеренно-континентальный. Времена года выражены чётко. Среднегодовая температура по району изменяется от +4,0 °C до +4,8 °C. Самый холодный месяц года — январь, среднемесячная температура около −20,5…−35 °C. Атмосферных осадков за год выпадает от 300 до 450—550 мм, причём большая часть приходится на весенне-летний период (около 70 %). Снежный покров довольно устойчив, продолжительность его, в среднем, 150 дней.

## История
По преданию, основан в 1928 году башкирами из деревни Верхняя Чебокла (ныне уже не существующей). Первичным является наименование речки. Ялнаир это «Полевой приток» от башкирского ялан — «поле», «открытая местность», диалектное айыр — «развилина реки», «приток реки», «разветвление реки». До 2016 года входил в Саринский сельсовет Кувандыкского района, после реорганизации этих муниципальных образований в составе Кувандыкского городского округа.

## Население
Постоянное население составляло 314 человека в 2002 году (башкиры 97 %), 163 в 2010 году.